# Meritxell Mas
Meritxell Mas Pujadas (Granollers, 25 dicembre 1994) è una nuotatrice artistica spagnola.

## Palmarès
- Giochi olimpici

Parigi 2024: bronzo nella gara a squadre.
- Mondiali

Barcellona 2013: argento nel libero combinato, nella gara a squadre programma libero e nella gara a squadre programma tecnico
Gwangju 2019: bronzo nel team highlights
Budapest 2022: bronzo nel team highlights
Fukuoka 2023: oro nella gara a squadre programma tecnico
Doha 2024: argento nella gara a squadre programma tecnico
Singapore 2025: bronzo nel libero combinato
- Europei

Berlino 2014: argento nella gara a squadre libero combinato e bronzo nella gara a squadre
Londra 2016: bronzo nella gara a squadre programma libero
Glasgow 2018: bronzo nella gara a squadre libero combinato
Budapest 2020: argento nella gara a squadre programma libero e bronzo nella gara a squadre programma tecnico
Belgrado 2024: oro nella gara a squadre programma tecnico
Funchal 2025: bronzo nella gara a squadre programma acrobatico

### Coppa del Mondo
- 3 podi:
  - 1 vittoria (1 nella gara a squadre)
  - 2 secondi posti (2 nella gara a squadre)

#### Coppa del mondo - vittorie
| Data          | Luogo  | Paese  | Disciplina   |
| ------------- | ------ | ------ | ------------ |
| 2 giugno 2023 | Oviedo | Spagna | Team tecnico |